# Pterostichus hatchi
Pterostichus hatchi är en skalbaggsart som beskrevs av Hermann Hacker. Pterostichus hatchi ingår i släktet Pterostichus och familjen jordlöpare. Inga underarter finns listade i Catalogue of Life.